# Gazit
Gazit (hebr. גזית; ang. Gazit) – kibuc położony w Samorządzie Regionu Emek Jizre’el, w Dystrykcie Północnym, w Izraelu. Członek Ruchu Kibuców (Ha-Tenu’a ha-Kibbucit).

## Położenie
Kibuc jest położony na wysokości od 120 do 150 metrów n.p.m. na wzgórzach zamykających od wschodu Dolinę Jezreel (w jej części nazywanej Bik’at Ksulot) w Dolnej Galilei, na północy Izraela. Leży on w miejscu, gdzie masyw góry Giwat ha-More (515 m n.p.m.) schodzi w kierunku wschodnim do wadi strumienia Nachal Tawor (przepływa na wschód od osady), rozdzielając położony na południu płaskowyż Ramot Jissachar od położonego na północy płaskowyżu Wyżyny Sirin. Na północnym zachodzie wznosi się masyw Góry Tabor (562 m n.p.m.). Na zachód od kibucu znajduje się wadi strumienia Gazit, który łączy się na północy ze strumieniem Szomer i następnie wpada do strumienia Tawor, który spływa w kierunku wschodnim do depresji Doliny Jordanu. Na południu jest wadi strumienia Chamud, który również spływa na wschód do strumienia Tawor. W otoczeniu Gazit znajdują się kibuce En Dor i Geszer, moszawy Ramat Cewi i Kefar Kisch, wieś komunalna Menachemja, oraz arabskie wioski At-Tajjiba, Na’ura, Tamra i Kafr Misr.
Gazit jest położony w Samorządzie Regionu Emek Jizre’el, w Poddystrykcie Jezreel, w Dystrykcie Północnym Izraela.

## Historia
Pierwotnie w okolicy tej znajdowała się arabska wioska at-Tira. Pod koniec I wojny światowej w 1918 roku cała Palestyna przeszła pod panowanie Brytyjczyków, którzy w 1922 roku formalnie utworzyli Mandat Palestyny. W poszukiwaniu skutecznego rozwiązania narastającego konfliktu izraelsko-arabskiego w dniu 29 listopada 1947 roku została przyjęta Rezolucja Zgromadzenia Ogólnego ONZ nr 181. Zakładała ona między innymi, że wioska at-Tira miał znaleźć się w granicach nowo utworzonego państwa żydowskiego. Arabowie odrzucili tę Rezolucję i dzień później doprowadzili do wybuchu wojny domowej w Mandacie Palestyny. W trakcie jej trwania, w dniu 15 kwietnia 1948 roku żołnierze żydowskiej organizacji paramilitarnej Hagana zajęli wioskę at-Tira. Została ona wysiedlona i zniszczona.
Grupa założycielska kibucu zawiązała się w styczniu 1947 roku i składała się z żydowskich imigrantów z Turcji. Podczas wojny domowej w Mandacie Palestyny grupa została tymczasowo rozwiązana, a jej członkowie przydzieleni do różnych zadań. Podczas I wojny izraelsko-arabskiej, w dniu 27 lipca 1948 roku przybyli oni do Doliny Jezreel i zamieszkali w osadzie Kefar Tawor. W międzyczasie dołączyli do nich nowi imigranci z Polski i Rumunii. W 1950 roku przenieśli się około 4 km na południowy zachód, zakładając nowy rolniczy kibuc przy ruinach zniszczonej arabskiej wioski at-Tira. Przejęto także pola uprawne pobliskiej zniszczonej wioski arabskiej Sirin. W kolejnych miesiącach dołączyli do nich imigranci z Argentyny. Początki istnienia osady były niezwykle trudne, ponieważ mieszkańcy nie posiadali połączenia drogowego oraz brakowało własnego źródła wody. Wszystko było dostarczane do kibucu pieszo.
Początkowo był to radykalny komunistyczny kibuc. Niektórzy twierdzą, że znajdował się tutaj nielegalny skład broni, przygotowywany prawdopodobnie na wypadek wybuchu rewolucji. W 1952 roku jego członkowie podjęli decyzję o złożeniu przysięgi lojalności i wierności państwu Izrael. Doszło wówczas do wewnętrznego rozłamu, w wyniku czego wyjechało 22 najbardziej lewicowych członków partii Maki. Rok później wybudowano drogę dojazdową do kibucu, a w 1954 roku podłączono do krajowego systemu wodnego i sieci energetycznej. Umożliwiło to dalszy rozwój osady. W maju 2008 roku kibuc przeszedł przez proces prywatyzacji, zachowując kolektywną organizację instytucji kultury, edukacji i ochrony zdrowia.

## Demografia
Większość mieszkańców kibucu jest Żydami, jednak nie wszyscy identyfikują się z judaizmem. Tutejsza populacja jest świecka:

## Gospodarka i infrastruktura
Gospodarka kibucu opiera się na intensywnym rolnictwie oraz sadownictwie (plantacje migdałów i oliwek). Uprawy polne obejmują pszenicę, wykę, koniczynę, melony i cebulę. Na 850 hektarach nawadnianych uprawia się marchew, brokuły, kapustę, bakłażany, buraki i paprykę. Kibuc posiada stado bydła mięsnego, które liczy średnio około 420 krów i średnio rocznie 315 cieląt. Dla potrzeb pracowników utworzono niewielką stadninę koni, w której od 2006 roku organizowane są zajęcia szkółki jazdy. Obora oddaje średnio prawie 12 tys. litrów mleka rocznie. Dodatkowo kibuc posiada stado owiec, liczące około 1,1 tys. sztuk. Produkują one średnio 320 tys. litrów mleka rocznie i ponad 120 kg mięsa. Głównym źródłem dochodów jest fabryka wyrobów z tworzyw sztucznych Plazit. W kibucu jest przychodnia zdrowia z gabinetem stomatologicznym, sklep wielobranżowy, pralnia, stolarnia i warsztat mechaniczny.

## Transport
Z kibucu wyjeżdża się na północny zachód drogą nr 7276, którą dojeżdża się do arabskiej wioski Kafr Misr i dalej do kibucu En Dor, a następnie do skrzyżowania z drogą nr 65.

## Edukacja i sport
Kibuc utrzymuje przedszkole. Starsze dzieci są dowożone do szkoły podstawowej w kibucu Merchawja lub szkoły średniej w kibucu Mizra. W kibucu znajduje się ośrodek kultury z biblioteką, basen kąpielowy, sala sportowa z siłownią oraz boisko do piłki nożnej.

## Turystyka
Na północny wschód od kibucu znajduje się rezerwat przyrody Nachal Tawor. Strumień przepływa tutaj przez głęboki bazaltowy kanion, w którym tworzy małe wodospady. Na terenie rezerwatu wytyczono piesze szlaki turystyczne. Aby uniknąć zniszczenia unikalnego krajobrazu wytyczono w rezerwacie tylko kilka dróg, które są dostępne dla samochodów terenowych.